# 西氏深海青眼魚
西氏深海青眼魚（学名：Bathytyphlops sewelli）為輻鰭魚綱仙女魚目青眼魚亞目爐眼魚科的一種，分布於東大西洋維德角群島、亞速群島及奈及利亞；西大西洋加勒比海；印度洋索馬利亞至坦尚尼亞海域，屬深海底棲性魚類，深度2980-4200公尺，體長可達35公分，棲息在大陸坡底層水域，生活習性不明。